# پرورش کلاغ‌ها
پرورش کلاغ‌ها (انگلیسی: Raise Ravens) فیلمی اسپانیایی در سبک درام به کارگردانی کارلوس سائورا است که در سال ۱۹۷۶ منتشر شد. از بازیگران آن می‌توان به آنا تورنت، جرالدین چاپلین و میرتا میلر اشاره کرد. این فیلم در بیست و نهمین دوره جشنواره فیلم کن برنده جایزه بزرگ شده است.